# Trino
Pour les articles homonymes, voir Trino (moteur de requête SQL).
Trino (en français Trin) est une commune italienne de la province de Verceil dans la région Piémont en Italie.

## Géographie
La ville de Trino est située dans l'ancien duché de Montferrat, au Nord du Pô entre Verrua Savoia et Casale Monferrato et qui est arrosée de deux petites rivières.

## Histoire
Trino était une ville fortifiée qui a beaucoup souffert durant les divers guerres et batailles qui se passèrent dans le Piémont.
La ville fut assiégée :
- Le 26 avril 1613, durant la guerre de succession de Montferrat par Charles-Emmanuel de Savoie.
- Le 24 septembre 1643, durant la guerre de Trente Ans, par Thomas de Savoie et le vicomte de Turenne.
- Le 21 juillet 1658, durant la guerre franco-espagnole.

## Administration
| Période                                  | Période | Identité | Étiquette | Qualité |
| ---------------------------------------- | ------- | -------- | --------- | ------- |
|                                          |         |          |           |         |
| Les données manquantes sont à compléter. |         |          |           |         |

### Communes limitrophes
Bianzè, Camino, Costanzana, Fontanetto Po, Livorno Ferraris, Morano sul Po, Palazzolo Vercellese, Ronsecco, Tricerro.

## Personnalités nées à Trino
- Casimiro Ara
- Gabriele Giolito de' Ferrari
- Arcangela Girlani (°1460 - †1494), carmélite italienne, béatifiée en 1864. Elle est inhumée dans l'église Saint-Laurent.* Stefano Guazzo
- Giovanni Andrea Irico
- Carlo Ignazio Montagnini
- Carlo Montagnini
- Guillaume VII de Montferrat
- Jean Jacques de Montferrat
- Madeleine Panattieri
- Jean Pullon, dit de Trin, imprimeur et éditeur actif à Lyon de 1543 à 1561
- Luigi Sincero